# Philya minor
Philya minor är en insektsart som beskrevs av Fowler. Philya minor ingår i släktet Philya och familjen hornstritar. Inga underarter finns listade i Catalogue of Life.